# 西ヶ原遊廓

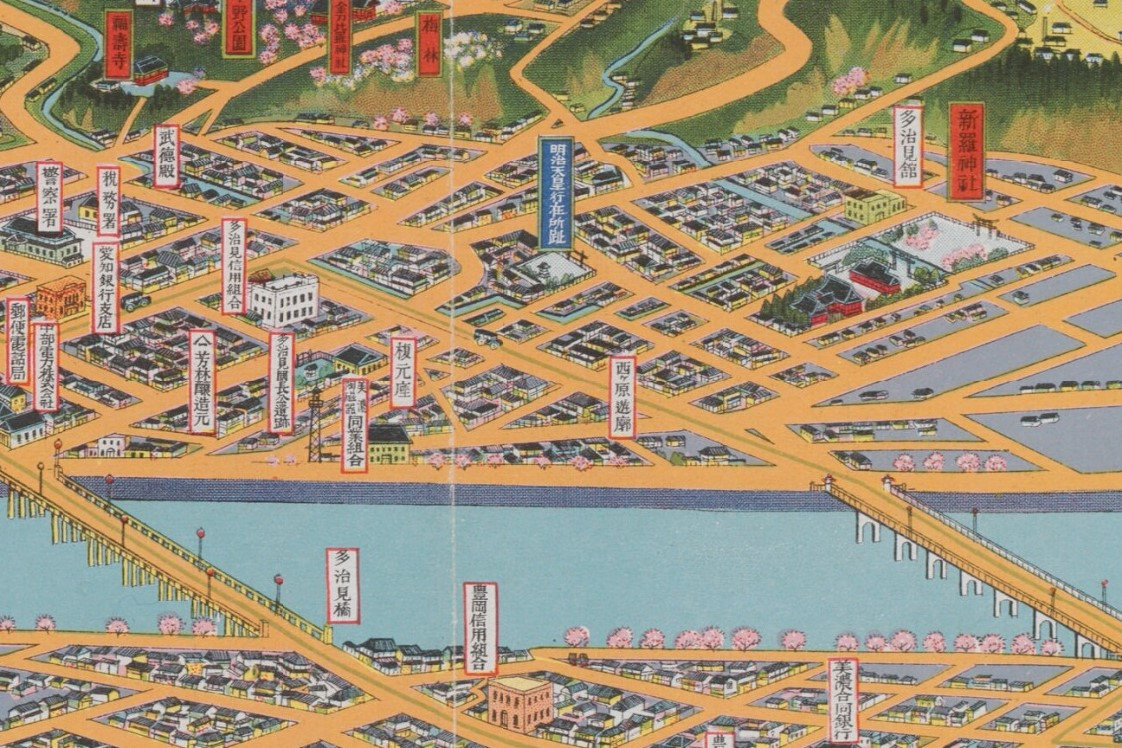
西ヶ原遊廓周辺
吉田初三郎「陶都・多治見を中心とせる名所交通鳥瞰図」多治見町商工会、1929年

西ヶ原遊廓（にしがはらゆうかく）は、かつて岐阜県土岐郡多治見町（現・多治見市）にあった遊廓。
1889年（明治22年）に開業し、1893年（明治26年）に新羅神社北側に移転すると、1900年（明治33年）頃には18軒の妓楼に100人を超える娼妓がいた。売春防止法施行直前の1957年（昭和32年）12月に全軒が廃業した。美濃地方では岐阜市の金津遊廓、大垣市の旭遊廓と並ぶ遊廓だった。

## 地理
国鉄中央本線多治見駅から南下して土岐川に架かる昭和橋を渡った先にあった。新羅神社の北側、現在の広小路2丁目である。

## 歴史

### 遊廓の建設
1888年（明治21年）には岐阜市に金津遊廓が建設された。1889年（明治22年）7月に町制施行によって土岐郡多治見町（現・多治見市）が発足すると、8月には多治見町会議員の西浦清七と加藤貫一が岐阜県に対して遊廓の設置を願い出たが、多治見町会の議決を受けたものではなかったことから、遊廓の建設に対して町民の間で紛糾した。8月27日には多治見町会が遊廓設置反対を議決したが、前日の8月26日には岐阜県が多治見町字西ノ原（新田西ノ原、現・多治見市坂上町付近）への遊廓設置を正式に許可した。
加藤文明らは18人中11人の多治見町会議員も含む約800人から反対署名を集め、9月3日には岐阜県に対して聴許指令取消願を提出した。しかし、岐阜県は何度も提出された取消願をことごとく却下し、土岐郡長が遊廓反対派の説得に当たったことで、ついには字西ノ原に遊廓が設置されることとなった。名古屋市大須の旭廓からは、支店開業の申し込みが多数あり、同年12月27日には先陣を切って柴田利三郎の柴田楼が開業した。
1890年（明治23年）に入ると相次いで妓楼が建設され、2月には10軒の建物が建ち並んだ。3月と8月には集客を目的として相撲大会が開催されたが、遊廓は期待されたほどの客を集められなかった。陶磁器産業の不況も影響し、10軒あった妓楼は1892年（明治25年）4月に7軒となった。発起人の西浦清七は多治見町会議員の1/3以上の支持を得て、多治見町会は遊廓の移転を議決した。

### 移転後

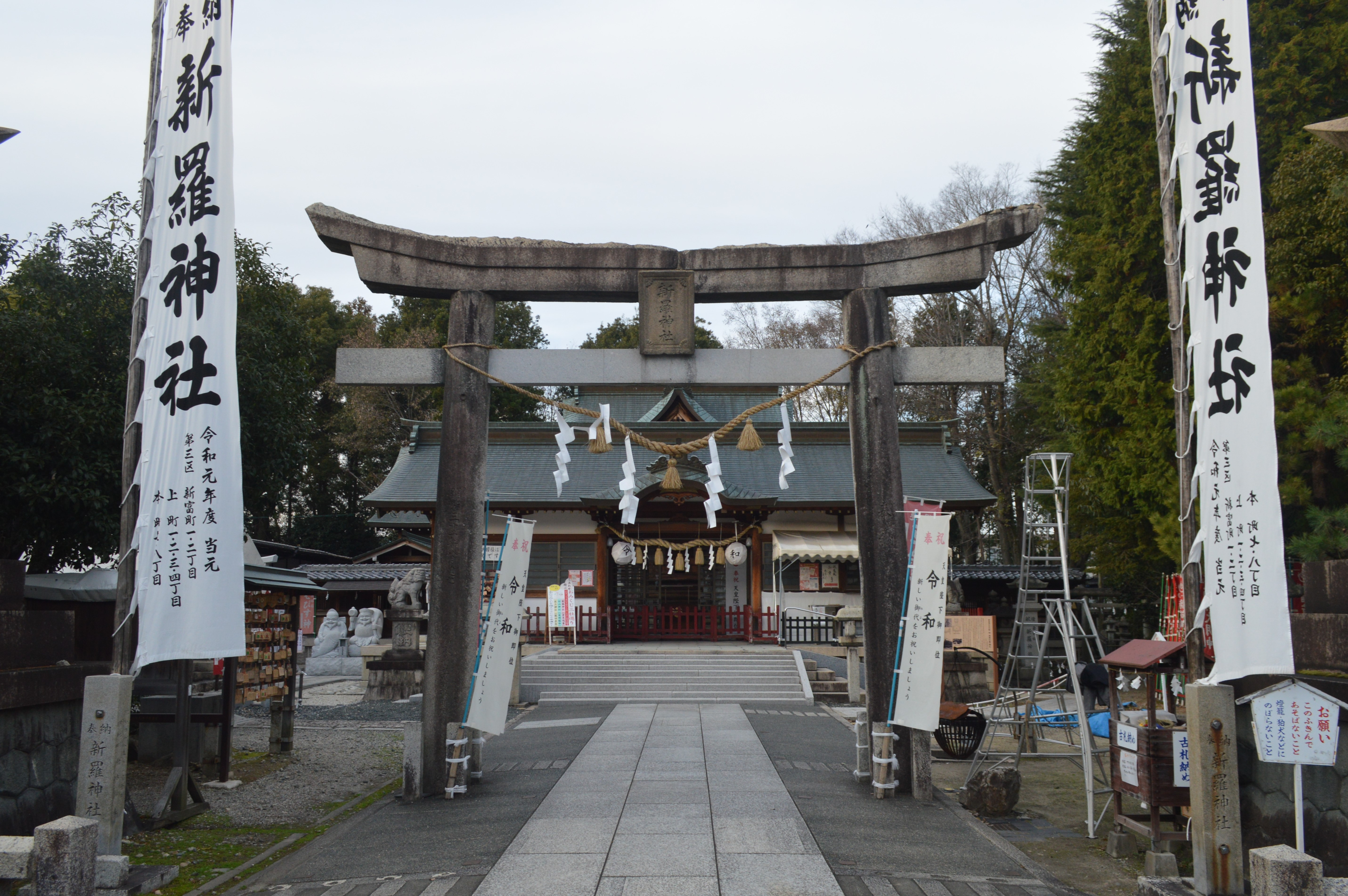
新羅神社

新羅神社の北側には田圃が広がっていたが、1892年（明治25年）には遊廓のための道路や妓楼が建設され、1893年（明治26年）2月には13軒の妓楼が建ち並んだ。4月9日には約70人の娼妓が多治見町を練り歩く開業式が行われ、たいへんな人だかりとなった上に花火も打ち上げられた。移転を機に、旧遊廓の所在地である西ケ原から西ヶ原遊廓と呼ばれるようになった。遊廓周辺には料理屋や菓子屋も開店し、旧遊廓とは打って変わって賑わいを見せた。近くには劇場の榎元座などもあり、多治見の町は「西盛東弱」と言われた。
1896年（明治29年）9月9日夜には土岐川の堤防が決壊し、遊廓一帯も4尺から5尺（1.2mから1.5m）の浸水被害があった。1899年（明治32年）から1900年（明治33年）頃には、18軒の妓楼に100人を超える娼妓がいた。1900年（明治33年）には土岐川対岸の豊岡町に中央本線多治見駅が開業した。1901年（明治34年）には西浦清七と加藤貫一を顕彰するために、遊廓の西側入口に西原郭記念碑が建立された。
多治見町の盛衰とともに遊廓も浮き沈みがあり、1914年（大正3年）の妓楼数は13軒となっていた。1916年（大正5年）2月には後に西ヶ原治療所となる建物が建てられた。1920年（大正9年）1月15日には河内楼付近から出火し、近接する大阪屋・和合楼・思君楼・清水楼、数軒の遊技場や長屋までも延焼する大火に見舞われた。この大火では死者1名を出し、多治見の歴史に残る大火とされている。1929年（昭和4年）時点では11軒の妓楼に98人の娼妓がいた。
1933年（昭和8年）時点では11軒の妓楼に78人の娼妓がいた。1935年（昭和10年）時点では清水楼、大阪屋、和合楼、益田楼、新柴家、柴田楼、新柴田、金花楼、福島家、錦水、思君楼の11軒の貸座敷があり、87人の娼妓がいた。多治見町は美濃焼で知られる陶磁器産業の中心地であり、陶磁器産業の盛衰が遊廓の経営にも影響した。
1937年（昭和12年）8月、西ヶ原遊廓の娼妓は弥生連国防婦人会を結成した。同月には演芸会を開催して、収益を出征兵士家族慰問金として軍人後援団に寄付した。また、同年10月には慰問袋を戦地に送った。戦時中には遊廓が衰退し、わずか2軒にまで減少した。

### 売春防止法の施行
戦後には徐々に活況を取り戻し、1955年（昭和30年）時点では9軒となっていた。1958年（昭和33年）4月1日には売春防止法が施行され、3か月前の1957年（昭和32年）12月30日には西ヶ原遊廓の妓楼全軒が廃業した。廃業時には23人の娼妓がおり、更生資金と廃業手当を受け取って結婚・帰郷・就職・独立した。

## 貸座敷
- 1930年（11軒）[3]
  - 新柴田
  - 益田楼
  - 清水楼
  - 錦水楼
  - 柴田家
  - 和合楼
  - 金花楼
  - 思君楼
  - 新柴家
  - 大阪屋
  - 福島

- 1935年（11軒）[1]
  - 清水楼
  - 大阪屋
  - 和合楼
  - 益田楼
  - 新柴家
  - 柴田楼
  - 新柴田
  - 金花楼
  - 福島家
  - 錦水
  - 思君楼

### 方式
1930年（昭和5年）時点で、貸座敷は写真制・時間制だった。30分一仕切りであり、一仕切り1円20銭、二仕切り2円20銭であるが、1円につき7銭の税が徴収された。娼妓は全員が居稼ぎ制であって送り込み式ではなかった。多治見駅から西ヶ原遊廓まで乗合自動車が運行されていた。

## 西ヶ原遊廓を描いた作品

### テレビドラマ
- 最後の戦犯（2008年、NHK）
  - ドラマの廓は多治見の西ヶ原遊廓がモデルとなっている[8]。